# Avraham Stern
Avraham Stern (hebrejsky אברהם שטרן‎, Avraham Štern; 23. prosince 1907 Suwałki – 12. února 1942 Tel Aviv) byl židovský básník a zakladatel a vůdce radikální militantní revizionistické skupiny Lechi, též známé jako Sternova skupina či Sternův gang. V podzemí vystupoval pod přezdívkou Ja'ir (יאיר‎).
Pocházel z polské části carského Ruska. Nedlouho po příchodu do mandátní Palestiny nastoupil ke studiu na Hebrejské univerzitě v Jeruzalémě, kde díky vynikajícímu prospěchu získal stipendium ke studiu na univerzitě ve Florencii. Již během studií vstoupil do Hagany, z níž v roce 1931 odešel do revizionistického Irgunu. Během studií v Itálii se zhlédl ve fašistickém režimu Benita Mussoliniho, byť sám se nikdy fašistou nestal. Studijní pobyt ukončil předčasně a věnoval se podzemním revizionistickým aktivitám. Britskou správu země izraelské vnímal jako nepřátelskou a ostře se stavěl proti imigračním kvótám, které Britové stanovili pro židovské uprchlíky.
Po vypuknutí druhé světové války nesouhlasil s postojem Irgunu, který se v roce 1940 zavázal neútočit proti britským cílům. Z Irgunu proto odešel a založil skupinu, známou jako Lechi, která Spojené království vnímala jako úhlavního nepřítele. Z této pozice Stern dokonce neúspěšně vyjednával s fašistickou Itálií a nacistickým Německem o spolupráci. Lechi byla vždy malá skupina, čítající maximálně několik set příslušníků. Páchala především atentáty, bombové útoky a bankovní loupeže zaměřené proti Britům. Vražednými aktivitami si však znepřátelila nejenom přední sionistické představitele, ale postupně i židovskou komunitu a Irgun. Na Sternovu hlavu byla vypsána odměna a členové Lechi byli zatýkáni. Sám Stern byl v únoru 1942 odhalen v jednom z úkrytů a zastřelen britskou policií. Různí se teorie o okolnostech jeho smrti, zda byl zastřelen při pokusu o útěk či chladnokrevně, když byl spoutaný. Pět měsíců po jeho smrti se mu, jako pohrobek, narodil syn Ja'ir.

## Mládí
Narodil se 23. prosince 1907 ve městě Suwałki v carském Rusku (v dnešním Polsku) do rodiny Mordechaje a Hadasy Ley Sternových. Jeho otec byl zubař a matka porodní bába. Když vypukla první světová válka, byl otec, jakožto občan nepřátelského státu, zatčen Němci, zatímco matka před nimi uprchla s ním a jeho mladší bratrem Davidem (1910–2003) ke svému otci do města Vilkmergė (dnešní Ukmergė v Litvě). Tam mladý Avraham našel, díky svému dědovi, lásku k zemi izraelské. Po nějaké době se rodina vydala k Avrahamově tetě a strýci do Petrohradu, odkud se všichni vypravili na jihovýchod do vesnice Romodanovo, poblíž města Saransk. Jeho otec byl mezitím, po operaci v německém Königsbergu (dnešní Kaliningrad v Rusku), poslán do německého zajateckého tábora.
Avraham v deseti letech složil úspěšně přijímací zkoušky na ruskou střední školu v Saransku, kde studoval s vyznamenáním. Na škole se, mimo jiné, učil i hebrejsky a zpíval ve školním sboru. Mezitím došlo k podpisu mírové smlouvy mezi Německem a Ruskem a bylo tak možné se vrátit zpět do Suwałek. Jelikož však ve městě nebyla žádná střední škola, zůstal Avraham v Saransku a zpět se vrátila pouze jeho matka a bratr. V Saransku nicméně trpěl chudobou a hladem, a tak se ve čtrnácti letech rozhodl bez jakýchkoli prostředků pro cestu zpět. Přes Petrohrad se tak vrátil do Vilkmergė a v létě 1921 se setkal s rodiči v Suwałkách. V následujících měsících úspěšně složil vstupní zkoušky do čtvrtého ročníku židovské střední školy. Vynikal ve studiu jazyků, literatury a židovských dějin. Vedl dramatický kroužek, byl redaktorem studentských novin a vůdcem místní pobočky mládežnického hnutí ha-Šomer ha-ca'ir. Po dokončení středoškolských studií chtěl Avraham přesídlit do země izraelské, načež jej rodiče v roce 1925 v osmnácti letech poslali studovat na gymnázium Rechavja do Jeruzaléma.

### Alija, studia a členství v Irgunu

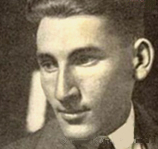
Avraham Stern

Do britské mandátní Palestiny přicestoval v lednu 1926. Po krátkém studiu na gymnáziu nastoupil v roce 1927 ke studiu klasické literatury a jazyků (řečtiny, latiny) na Hebrejskou univerzitu. V rané fázi univerzitních studií se seznámil se svou budoucí manželkou Roni Bronsteinovou. Jeho první politickou aktivitou bylo založení studentské organizace Chulda, jejímž cílem bylo „obrození izraelského národa v novém státě“. V roce 1929 vstoupil do Hagany a během nepokojů téhož roku, kdy se židovské komunity dostaly pod útok místních Arabů, sloužil v rámci této židovské podzemní vojenské organizace na stráži na střeše synagogy v jeruzalémském Starém Městě.
V roce 1931 opustil Haganu a vstoupil do Irgunu, podzemní vojenské radikální organizace nacionalistického revizionistického hnutí, založené jeho někdejším velitelem z Hagany a přítelem Avrahamem Tehomim. Ten předtím Haganu rovněž opustil, neboť nesouhlasil s její vojenskou strategií havlaga a dílem též proto, že se skládala vesměs ze stoupenců levicového sionistického hnutí. Během svého působení v Irgunu začal Stern používat pseudonym Ja'ir, který si zvolil podle svého hrdiny El'azara ben Ja'ira, účastníka první židovské války a velitele zélótů na pevnosti Masada. V roce 1932, než dokončil důstojnický kurz Irgunu, sepsal s manželkou Roni slova k písni Neznámí vojáci (חיילים אלמונים‎, Chajalim almonim), která měla zaznít při slavnostní ceremonii ukončení důstojnického kurzu. Píseň, která má celkem pět slok, „kombinovala poezii a mytickou historii, jakožto integrální součásti národní revoluce“. Stala se neoficiální hymnou Irgunu a byla jí až do roku 1940, kdy se stala hymnou Lechi.
V roce 1933 úspěšně dokončil studium na Hebrejské univerzitě a díky vynikajícímu prospěchu získal stipendium na doktorské studium na univerzitě ve Florencii. Během studijního pobytu v Itálii (1933–1936) jej ohromil a ovlivnil fašistický režim Benita Mussoliniho. On sám však fašistou nebyl a odmítl do fašistického hnutí vstoupit. V polovině 30. let se za ním do Florencie vypravil jeho přítel a velitel Tehomi, aby ho povolal zpět a jmenoval jej svým zástupcem v Irgunu. Zbytek třicátých let Stern strávil cestováním po východní Evropě, kde organizoval revoluční buňky v Polsku a propagoval emigraci Židů do Palestiny navzdory britským imigračním kvótám. V roce 1937 došlo k rozkolu v Irgunu, kdy se část jeho příslušníků vrátila do Hagany. Stern však v Irgunu zůstal a nadále se věnoval militantním aktivitám.
Během svého života Stern sepsal desítky básní, které byly prostoupeny láskou k židovské domovině a k mučednictví pro její věc, přičemž jeho tvorba byla silně ovlivněna ruskou a polskou poezií, zejména pak Vladimirem Majakovským. V básních opakovaně používal motivu krve a náboženských symbolů a výrazů. Podle Hazaniho obsahují Sternovy básně i prvky thanatofilie (lásky ke smrti). Ukázkou z jeho tvorby jsou například následující verše:
| „ | Má domovino, jsi mi zasnoubená podle zákona Mojžíše a Izraele. Položím hlavu do klína tvých hor, budeš žít navždy v mé krvi. | “ |

Stern se pokusil v Polsku zorganizovat výcvik 40 tisíc mladých Židů, kteří se měli plavit do mandátní Palestiny, kde by provedli ozbrojenou invazi. Druhá světová válka pak tyto plány překazila a přerušila emigrační trasy. Po návratu do mandátní Palestiny byl Stern v srpnu 1939 zatčen a vězněn až do června 1940.

## Vůdce Lechi

Symbol Lechi

Po vypuknutí druhé světové války došlo ve většině revizionistického hnutí k přehodnocení odporu ke Spojenému království. Sám zakladatel revizionistického sionismu, Ze'ev Žabotinský, napsal před svou smrtí dopis veliteli Irgunu Davidu Razi'elovi, v němž zdůraznil potřebu spolupráce s Brity v boji proti nacismu. Irgun se pak skutečně v roce 1940 zavázal po dobu války s Německem neútočit na britské vojenské cíle, což vedlo Sterna k založení vlastní skupiny, která si dala za cíl proti Britům nadále bojovat. Jmenovala se Lechi (akronym pro Lochamej cherut Jisra'el, tj. Bojovníci za svobodu Izraele) a byla též označována jako Sternova skupina, či Brity pejorativně jako Sternův gang. Mezi Sternovy vzory ozbrojeného boje patřilo například židovské povstání proti Římanům, aktivity Narodnaji volji (její členové spáchali atentát na Alexandra II.) a Velikonoční povstání v Dublinu v roce 1916.

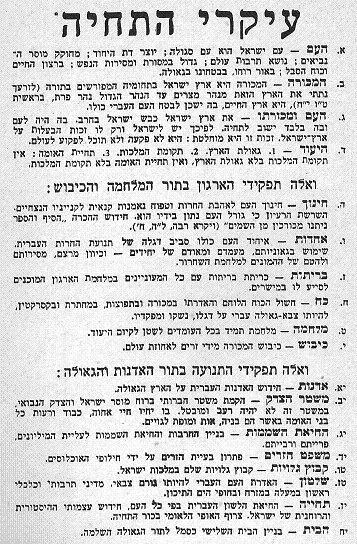
18 principů obrození národa

Sternova skupina, která nikdy neměla více než pár set členů, byla silně nacionalisticky zaměřena. Stern odmítl kolaboraci s Brity a tvrdil, že pouze soustavný protibritský boj nakonec povede k nezávislému židovskému státu, který vyřeší židovskou situaci v diaspoře. Jeho odpor proti britské koloniální správě však nebyl založen na konkrétní britské politice. Britský mandát definoval jako „cizí mocnost“ bez ohledu na jeho aktuální politiku, a proti takovéto formě imperialismu zastával radikální postoj nehledě na to, jak benevolentní byl.
Stern zformuloval ideologii Lechi do dokumentu, známého jako „18 principů obrození národa“ (עיקרי התחיה‎). Ten sestával z 18 bodů, rozdělených do tří částí. V první rozepisuje postoj k židovskému národu, domovině, půdě a cílům skupiny. Mimo jiné uvádí: „Izrael dobyl zemi izraelskou mečem. Zde se stal velkým národem a pouze zde bude obrozen. Nejen, že má Izrael právo na tuto zem, ale toto právo je absolutní a nikdy nebylo ani nikdy nemůže být zrušeno.“ Vysvětluje v ní i například vymezení hranic země izraelské podle Tóry (tzv. Velký Izrael) s územím „od řeky Egyptské až k řece veliké, řece Eufratu“ (Genesis 15:18), či cíle, mezi než řadí vykoupení a spásu země, ustanovení suverenity a obrození národa, přičemž dodává: „Neexistuje suverenity bez vykoupení země a není národního obrození bez suverenity“. V druhé části zmiňuje cíle během války, kde v souvislosti s níže zmíněným jednáním s Itálií a Německem uvádí: „dohody budou uzavřeny se všemi, kteří jsou ochotni pomoci Organizaci [Lechi] v boji a poskytnout jí přímou podporu“. Ve třetí části jsou obsaženy cíle v době suverenity a vykoupení. Zde kromě jiného vyjadřuje naději pro budoucí návrat z exilu (diaspory), obrození hebrejštiny, ale rovněž tak navrhuje vybudování třetího Chrámu, či odchod Arabů prostřednictvím výměny obyvatel.
Problémem, se kterým se skupina potýkala, byl nedostatek financí. Proto byla její první akcí loupež v Anglo-palestinské bance (dnešní Banka Le'umi) v Tel Avivu. Za první velkou akci a počátek operací Lechi se však počítá až bombový útok na imigrační úřad v Haifě z prosince 1940, který byl reakcí na deportaci ilegálních židovských přistěhovalců na Mauricius. Britové posléze označili Lechi za kriminálnickou organizaci, jejíž členové musí být neutralizováni. Z počátku se Lechi zaměřovala především na protibritské akce, které zahrnovaly atentáty (útoky na britské policisty), bombové útoky či bankovní loupeže. Ačkoli byli hlavním cílem Britové, mnohdy umírali i Židé. Vražedné postupy Lechi jí židovské obyvatelstvo znepřátelily. Nicméně postupně získávala prostředky, ať už krádežemi, nebo loupežemi. V omezeném rozsahu se jí podařilo provozovat ilegální rozhlas, tisknout vlastní noviny Be-machteret („V podzemí“) a mimo to vylepovala vlastní plakáty. V roce 1941 s Lechi již takřka nikdo nesympatizoval, skupina si znepřátelila i Irgun. V lednu 1942 se příslušníci Lechi pokusili vyloupit banku židovského odborového svazu Histadrut v Tel Avivu. Při následné přestřelce zemřeli dva židovští kolemjdoucí, což způsobilo mezi židovským obyvatelstvem šok.

### Jednání sItálií a Německem

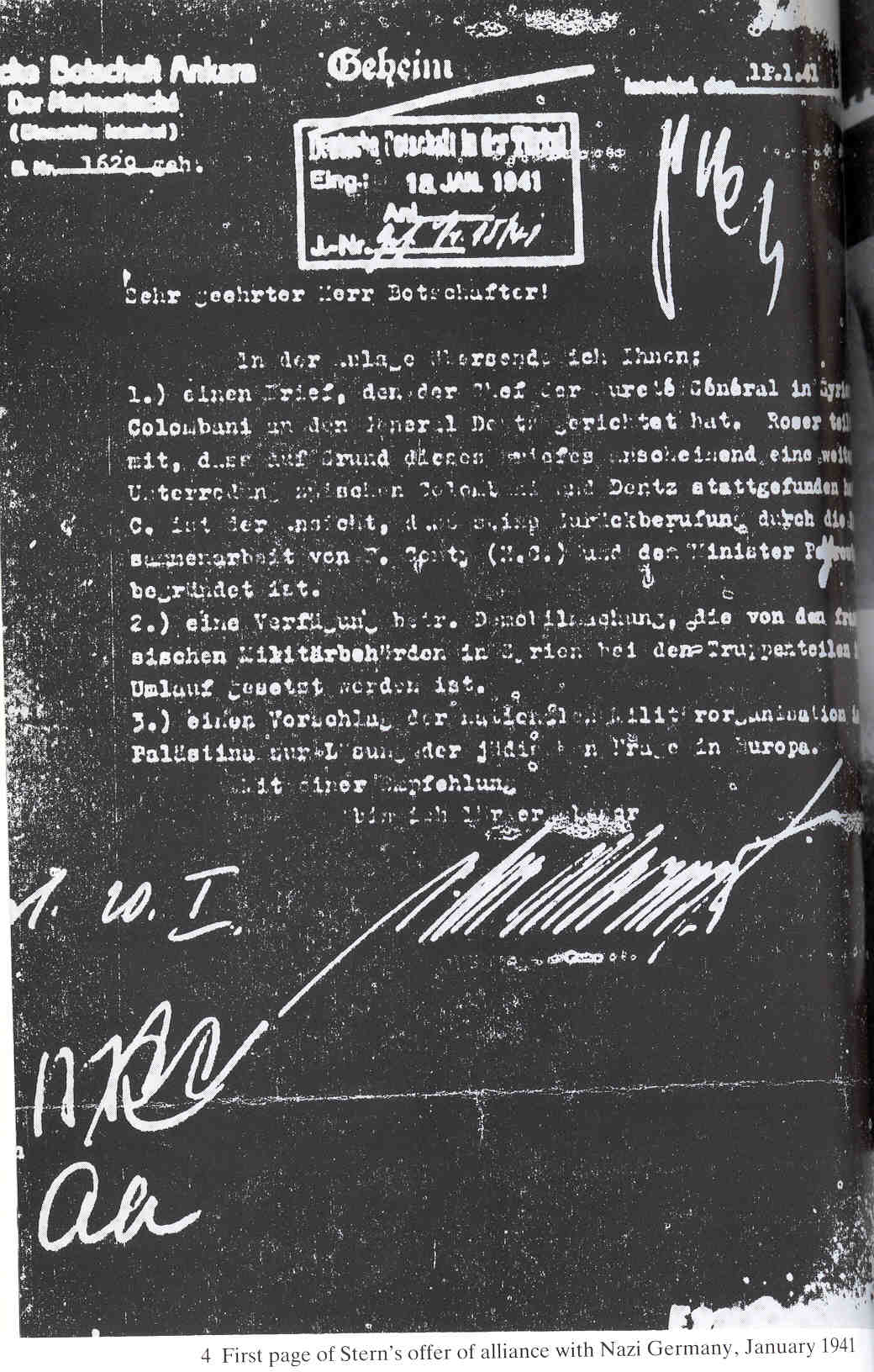
Kopie úvodu dopisu německému atašé v Istanbulu z ledna 1941, zmiňující nabídku na spolupráci ze strany „Národní vojenské organizace v Palestině“ (Lechi)

Stern zastával názor, že „nepřítel mého nepřítele je můj přítel“, a proto se rozhodl pro jednání s dvěma britskými nepřáteli – fašistickou Itálií a nacistickým Německem. V červnu 1940 byl propuštěn z vězení a zahájil jednání s Itálií. V září téhož roku se v Jeruzalémě sešel s jedním z Mussoliniho agentů, kterému předal svůj návrh na spolupráci. Podle něho by Italové pomohli s vyhnáním Britů z Palestiny a na oplátku by se židovská domovina stala satelitem mocností Osy, přičemž Jeruzalém by byl, s výjimkou židovských svatých míst, předán pod kontrolu Vatikánu. Jednání však nikam nevedla a poté, co byla Mussoliniho vojska poražena v severní Africe, obrátil Stern svoji pozornost k nacistickému Německu.
Jakkoli nebyla spolupráce zemí Třetího světa s nacistickým Německem neobvyklá, bylo jednání Židů s antisemity přinejmenším bizarní. Stern však měl pro podobný postup historické precedenty v podobě Theodora Herzla a Ze'eva Žabotinského. Oba protagonisté si své jednání zdůvodnili tím, že bylo ve prospěch židovského lidu. Rozdíl mezi Herzlem, Žabotinským a Sternem však byl podle britského historika Shindlera v tom, že Stern pokládal záchranu a ochranu židovských životů až jako druhořadou. Na prvním místě u něj dle něho byla bezpečnost židovského státu.
V prosinci 1940 Stern vyslal svého agenta do Bejrútu na setkání s Hitlerovými emisary. Agent jim předal Sternův návrh na spolupráci Lechi a nacistického Německa. Stern v něm vyjádřil sympatie s nacistickým plánem na Evropu bez Židů (judenfrei) a ocenil nacistický postoj vůči sionistickým aktivitám v Německé říši. Součástí návrhu bylo následující:
| „ | Založení historického židovského státu na národní a totalitní bázi, vázaného smlouvou s Německou říši, by bylo v zájmu udržované a posilované budoucí německé pozice mocnosti na Blízkém východě. Vycházeje z těchto úvah, nabízí Národní vojenská organizace v Palestině [Lechi] aktivní účast ve válce na straně Německa, pod podmínkou, že výše uvedené národní aspirace izraelského hnutí za svobodu budou uznány ze strany Německé říše. | “ |

Za spolupráci při boji proti Britům však nepožadoval pouze německou podporu vzniku židovského státu, ale i podporu židovské emigrace z nacistického Německa do Palestiny. Je třeba uvést, že Stern vnímal Adolfa Hitlera pouze jako jednoho z řady antisemitských utlačovatelů a nikoliv jako člověka, který chce Židy vyhladit (v tomto názoru mimochodem nebyl zcela osamocen). Rovněž tak myšlenka konečného řešení židovské otázky byla v roce 1940 nepředstavitelná (ostatně byla přijata až o dva roky později). Mimo to se Stern naivně domníval, že nacisté pragmaticky oddělují svou zahraniční politiku od své rasové teorie. Další pokus o navázání spolupráce uskutečnil v roce 1941, avšak neexistuje záznam o německé reakci ani v jednom ze zmíněných případů. Němci též Sternovy návrhy nebrali vážně. Tyto výzvy nacistickému Německu byly v přímém rozporu s názory ostatních sionistů, například Ze'eva Žabotinského, který chtěl jak britské vítězství nad nacisty, tak vyhnání Britů z Palestiny.

## Smrt opředená otazníky

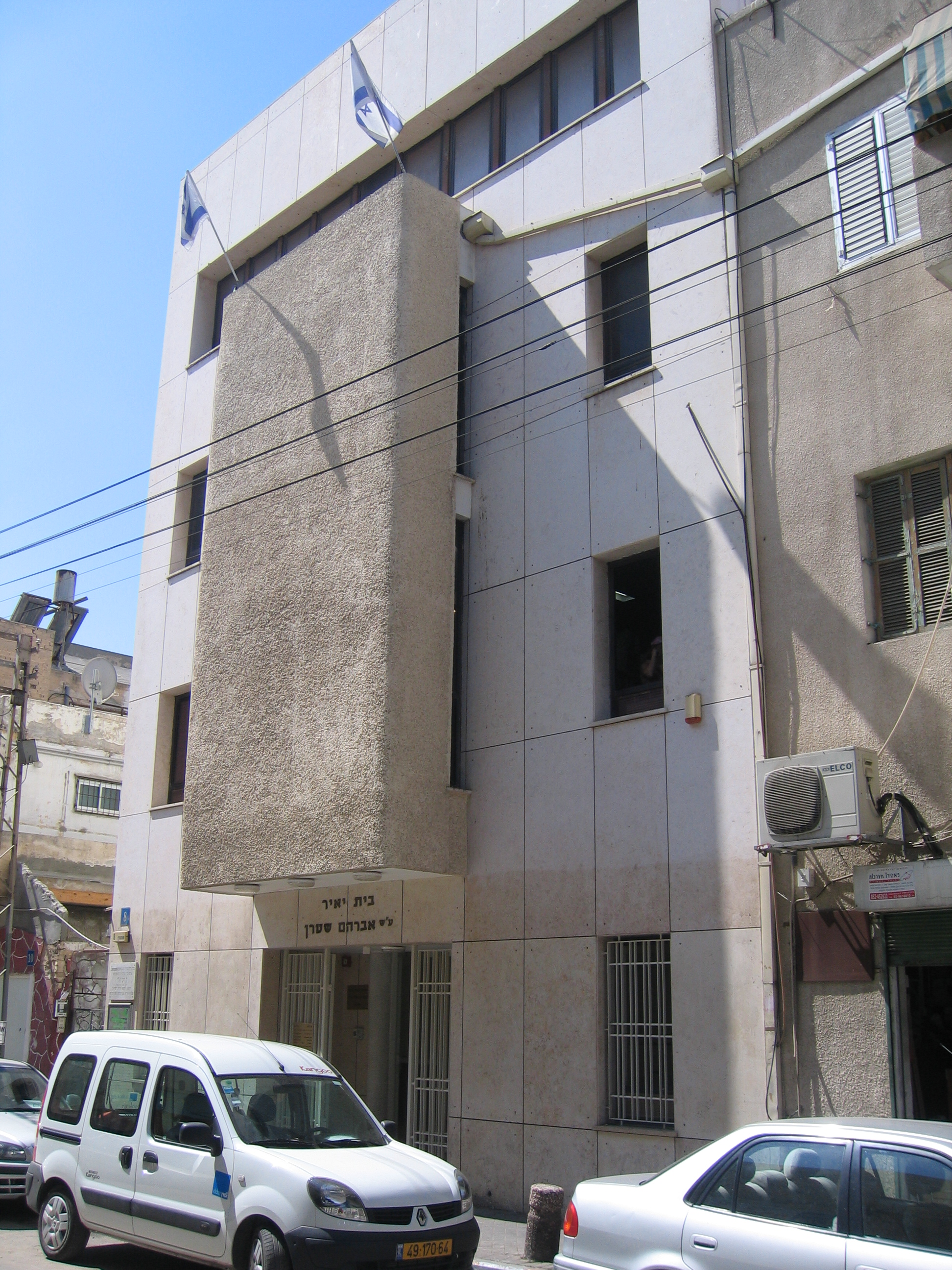
Dům v telavivské čtvrti Florentin, kde byl Stern zabit, je dnes muzeem Lechi

Stern byl hledán bezpečnostními složkami po celém britském mandátu a na jeho hlavu byla vypsána odměna. Putoval proto z jednoho úkrytu do druhého, přičemž si v kufříku nosil skládací lehátko. Když už nezbývaly žádné nové bezpečné úkryty, přespával ve schodišťových šachtách obytných domů. Nakonec se přestěhoval do telavivského bytu ve čtvrti Florentin, pronajatého Mošem a Tovou Svorajovými, kteří byli členy Lechi. Mošeho chytili britští detektivové při zátahu na jiný byt, při němž byli dva příslušníci Lechi zabiti a on s dalším zraněn a hospitalizován. Sternův kontakt v rámci skupiny, Hisia Šapirová, se domnívala, že je sledována a přestala zprostředkovávat vzkazy, které jí předával. Poslední vzkaz mu přinesla 12. února 1942 od Hagany, která mu nabídla bezpečný úkryt po zbytek války, pokud se na oplátku vzdá boje proti Britům. Stern však nabídku odmítl a naopak vyzval Haganu, aby s Lechi proti Britům bojovala. O několik hodin později detektivové začali s prohlídkou domu, kde se schovával. Kolem půl desáté dopoledne byl odhalen ve skříni v bytě Svorajových, kam byly kvůli dosvědčení náležitosti prohlídky přivedeny dvě sousedky žijící o patro níž. Poté, co odešly, byla odvedena i Tova Svorajová a Stern zůstal sám se třemi ozbrojenými policisty. Následně byl, za dosud neznámých okolností, zastřelen. Byl dvakrát zasažen do hrudi. Zemřel následkem vykrvácení při vynášení z domu.

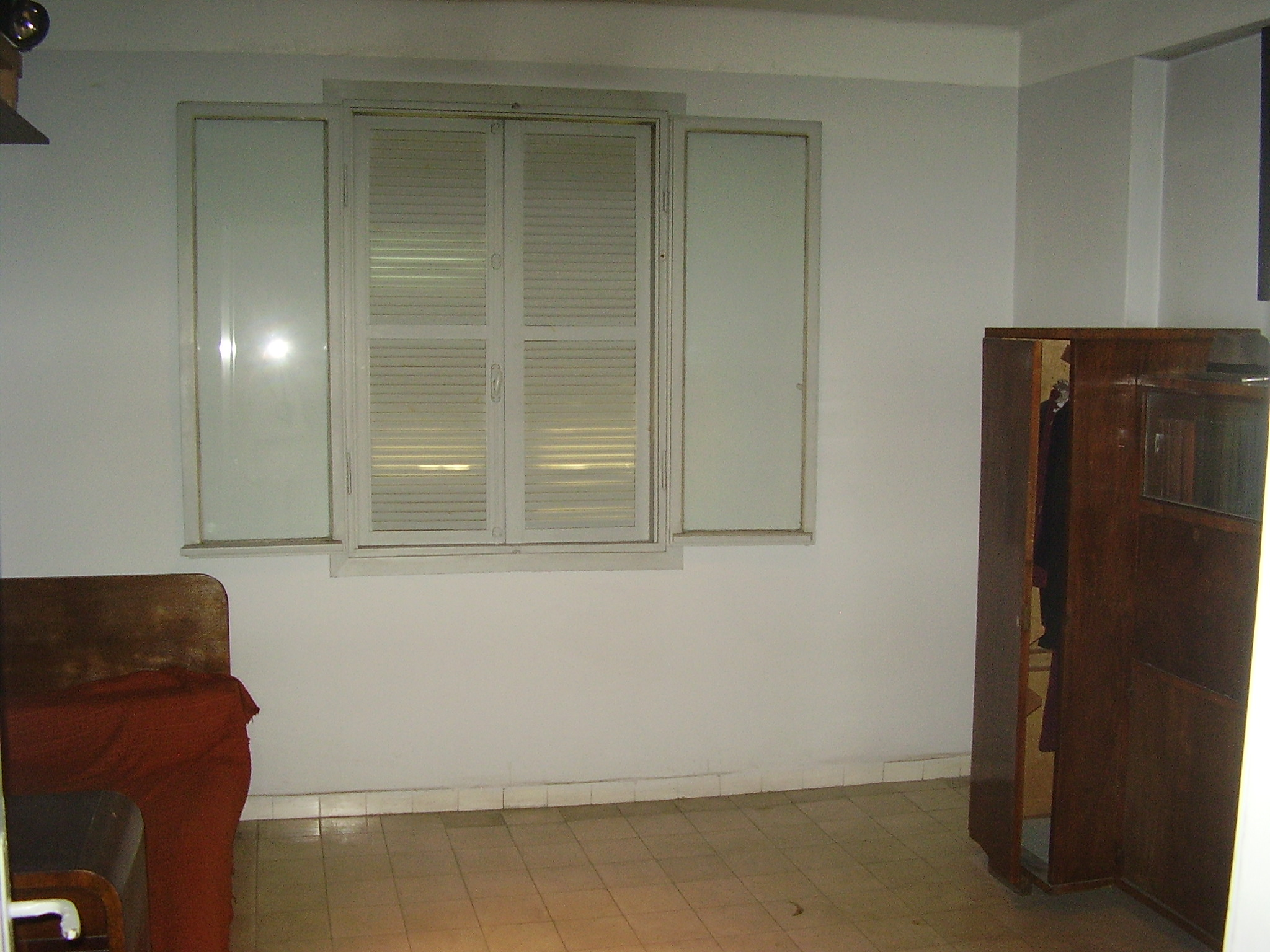
Pokoj, v němž byl Stern zastřelen. Vpravo je skříň, v níž se schovával před policií a uprostřed okno, z něhož měl chtít vyskočit.

Tajná policejní zpráva, vypracovaná pro britskou mandátní vládu uvádí, že: „Stern si (…) zrovna zavazoval tkaničky, když se náhle vymrštil k protějšímu oknu. Když byl na půl cesty ven z okna, byl zastřelen dvěma ze tří policistů v místnosti“. Zastupující superintendant Geoffrey J. Morton, nejvýše postavený přítomný policista, později ve svých pamětech uvedl, že měl obavu, že se Stern chystá odpálit výbušné zařízení, kterým v minulosti v případě svého zajetí vyhrožoval.
Policejní verzi však odmítli Sternovi stoupenci a řada ostatních, kteří věřili, že byl Stern chladnokrevně zabit. Bývalý příslušník Lechi, Binjamin Gepner, který v roce 1980 provedl rozhovor s dalším policistou, přítomným Sternovy smrti, uvedl, že bývalý policista Stewart fakticky přiznal, že byl Stern zavražděn, avšak později svůj výrok odmítl zopakovat. Policista Bernard Stamp, jehož zbraň na Sterna mířila, dokud Morton nedorazil, prohlásil v roce 1986 v rozhovoru pro Kol Jisra'el, že Mortonova zpráva byly „žvásty“. Morton, podle Stampa, vytáhl Sterna z gauče, na kterém seděl, „trochu na něj tlačil, otočil ho a zastřelil“. Podle Stampa tak byl Stern zabit neozbrojený bez naděje na útěk. Tova Svorajová ve svých pamětech uvádí:
Zhruba v 9.30 se ozvalo zaťukání na dveře. Příliš mírné – signál přítomnosti policie. Ja'ir (…) se schoval do skříně a teprve až pak jsem otevřela dveře. Za nimi stál „dobrý“ detektiv Wilkins se dvěma muži. Wilkins byl vždy velice zdvořilý, možná až moc. Zeptal se mne, proč jsem zatím nenavštívila svého manžela Mošeho, a zdali o něj nemám strach. Odpověděla jsem, že pokud bych za ním šla do nemocnice, byla bych okamžitě zatčena. Prohledali můj pokoj (…) pak šli o patro níž a přivedli dvě sousedky, takže měli svědky (…) šli směrem ke skříni (…) jeden z policistů ji otevřel. Ja'ir nebyl vidět. Policista strčil levou ruku do skříně, začal šátrat, a když nahmatal Ja'ira, vytáhl jej ven ze skříně. V tu chvíli sáhl do své zadní kapsy a vytáhl zbraň. Skočila jsem mezi něho a Ja'ira a řekla: „Nestřílejte! Pokud vystřelíte, zastřelíte mne.“ (…) ve své naivitě jsem si myslela, že jsem zachránila Ja'irův život (…) jak jsem se spletla. Posadili jej na gauč (…) objevilo se víc detektivů. Měli pouta a já jimi Ja'rovi spoutala ruce za jeho zády. Řekli mi, ať se obleču a jdu před dům. Nastoupila jsem do malého auta (…) náhle jsem uslyšela tři výstřely.

Stern byl pohřben na hřbitově Nachalat Jicchak v Tel Avivu. Pět měsíců po jeho smrti se mu narodil syn Ja'ir, který je reportérem a televizním moderátorem.

### Lechi po Sternově smrti
Lechi se pokusila Sternovu smrt několikrát neúspěšně pomstít bombovými útoky. Po jeho smrti jej v čele Lechi nahradil triumvirát, tvořený Jicchakem Šamirem (šéf operací), Natanem Jelin-Morem (šéf politického odboru) a Jisra'elem Eldadem (šéf propagandy). Akce skupiny se zradikalizovaly, podnikala i atentáty na přední britské představitele. V listopadu 1944 zavraždili příslušníci Lechi bývalého britského ministra kolonií lorda Moynea v Káhiře. V dubnu 1948 spáchala skupina společně s Irgunem masakr v arabské vesnici Dejr Jásin. V září téhož roku, tedy již v době existence Izraele, zavraždil Jehošua Kohen z Lechi švédského diplomata a vyslance Organizace spojených národů hraběte Folke Bernadotta, který se jménem OSN pokoušel mezi izraelskou a arabskou stranou první arabsko-izraelské války vyjednat mír. Lechi byla izraelskou prozatímní vládou prohlášena teroristickou organizací a premiér David Ben Gurion rozkázal zatknout všechny její vůdce. Nikdo z osob zodpovědných za Bernadotteho vraždu však nebyl nikdy souzen a vláda nakonec udělila všem členům Lechi amnestii. V roce 1949 byla Lechi rozpuštěna.

## Památka

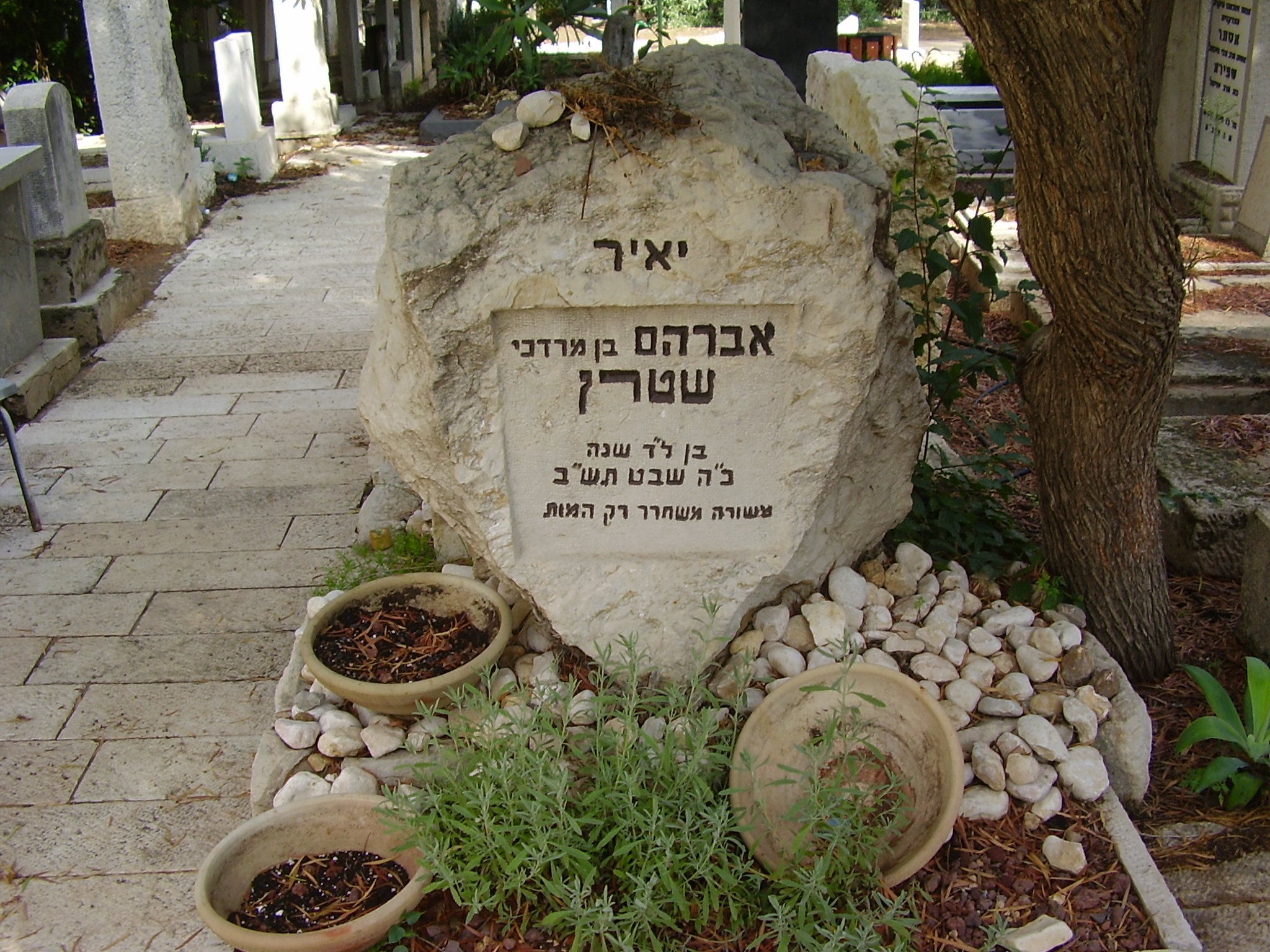
Sternův hrob na telavivském hřbitově Nachlat Jicchak

Telavivský dům, kde byl Stern zabit, byl přeměněn na muzeum Lechi a posmrtně došlo k vydání jeho poezie, kterou sepsal v podzemí. Na jeho počest nese jeho jméno, respektive přezdívku, město Kochav Ja'ir (doslova „Ja'irova hvězda“) v centrálním Izraeli a několik ulic izraelských měst. V roce 1978 nechala izraelská vláda, pod vedením premiéra Menachema Begina, vydat poštovní známku se Sternovým portrétem. Dne 29. ledna 2008 připomenul Kneset na svém mimořádném zasedání sté výročí narození Avrahama Sterna. Tehdejší premiér Ehud Olmert ve svém projevu ocenil Sternovu osobnost a její význam pro založení židovského státu, i když, jak uvedl, „si v sionistickém hnutí zvolil velmi samostatnou cestu.“

## Dílo
- ספר השירים / של אברהם שטרן המכונה יאיר [Sefer ha-širim / šel Avraham Štern ha-mekune Ja'ir]. Tel Aviv, 1950
- ספר השירים של אברהם שטרן (יאיר): מחולל מלחמת החרות העברית [Sefer ha-širim šel Avraham Štern (Ja'ir): Mechulal milchemet ha-cherut ha-ivrit]. Tel Aviv, 1964
- בדמי לעד תחיי: שירים [Bi-dmej le-ad tichje: Širim]. Tel Aviv, 1976
- מכתבים לרוני [Michtavim le-Roni]. Tel Aviv, 2000